# Ullensaker
Ullensaker er en kommune i landskabet Romerike i Akershus fylke i Norge. Den grænser i nord til Eidsvoll, øst til Nes, i syd til Sørum, og i vest til Gjerdrum og Nannestad. Kommunen  ligger på Romerikssletten mellem Mjøsa og Øyeren. Elven Leira danner vestgrænsen, mens østgrænsen  stort set følger elven Rømua. Kommunen huser  sammen med Nannestad Oslo Lufthavn, Gardermoen.
Den var en del af  Viken fylke som blev etableret 1. januar 2020, men opløst fra 1. januar 2024.

## Historie
Mennesker bosatte sig her for omkring 6.000 år siden. Her findes Nordeuropas største gravhøj, Raknehaugen, bygget som en stokkepyramide i tre lag bestående af 25.000 stokke i hvert lag.
Mellem stokkene ligger stampet sand, kvist og mosejord. Stokkene er for det meste fyrretræ, hugget vinteren 551. Træfældning, fragt, bygning af højen og forplejning af arbejderne må have beskæftiget henved 1.000 mennesker. Raknehaugen blev lagt strategisk ved den travle hovedvej mellem Oslo og Trondheim. Højen er nærmere 90 meter i diameter, og var på sit højeste næsten 20 meter. Efter to udgravninger, mindre masse og sætningsskader er den i dag omkring 15 meter høj.
I Trandumskoven blev 173 nordmænd, 15 russere og 6 briter henrettet af tyskerne under anden verdenskrig. I 1954 blev der rejst et mindesmærke over de henrettede fanger.